# Davit Siradze
Davit Siradze (in georgiano დავით სირაძე?; Tbilisi, 21 ottobre 1981) è un ex calciatore georgiano, di ruolo attaccante.

## Palmarès

### Club

#### Competizioni nazionali
- Coppa di Georgia: 1

Lok’omot’ivi Tbilisi: 2004-2005